# Villagómez la Nueva
Villagómez la Nueva ist ein nordspanisches Dorf und Hauptort einer Gemeinde (municipio) mit 51 Einwohnern (Stand: 2024) in der Provinz Valladolid in der Autonomen Gemeinschaft Kastilien-León. 

## Lage und Klima
Villagómez la Nueva liegt in der Region Tierra de Campos auf der kastilischen Hochebene in einer Höhe von ca. 755 m. Die Provinzhauptstadt Valladolid befindet sich mit ihrem Stadtzentrum etwa 75 Kilometer (Fahrtstrecke) südsüdöstlich. 
Das Klima im Winter ist durchaus kalt, im Sommer dagegen warm bis heiß; die eher spärlichen Regenfälle (ca. 550 mm/Jahr) fallen überwiegend im Winterhalbjahr.

## Bevölkerungsentwicklung
| Jahr      | 1970 | 1981 | 1991 | 2001 | 2011 | 2021 |
| Einwohner | 216  | 133  | 115  | 93   | 69   | 63   |

## Sehenswürdigkeiten
- Nikolauskirche (Iglesia de San Nicolás de Bari)
- Herrenhaus von Villagómez

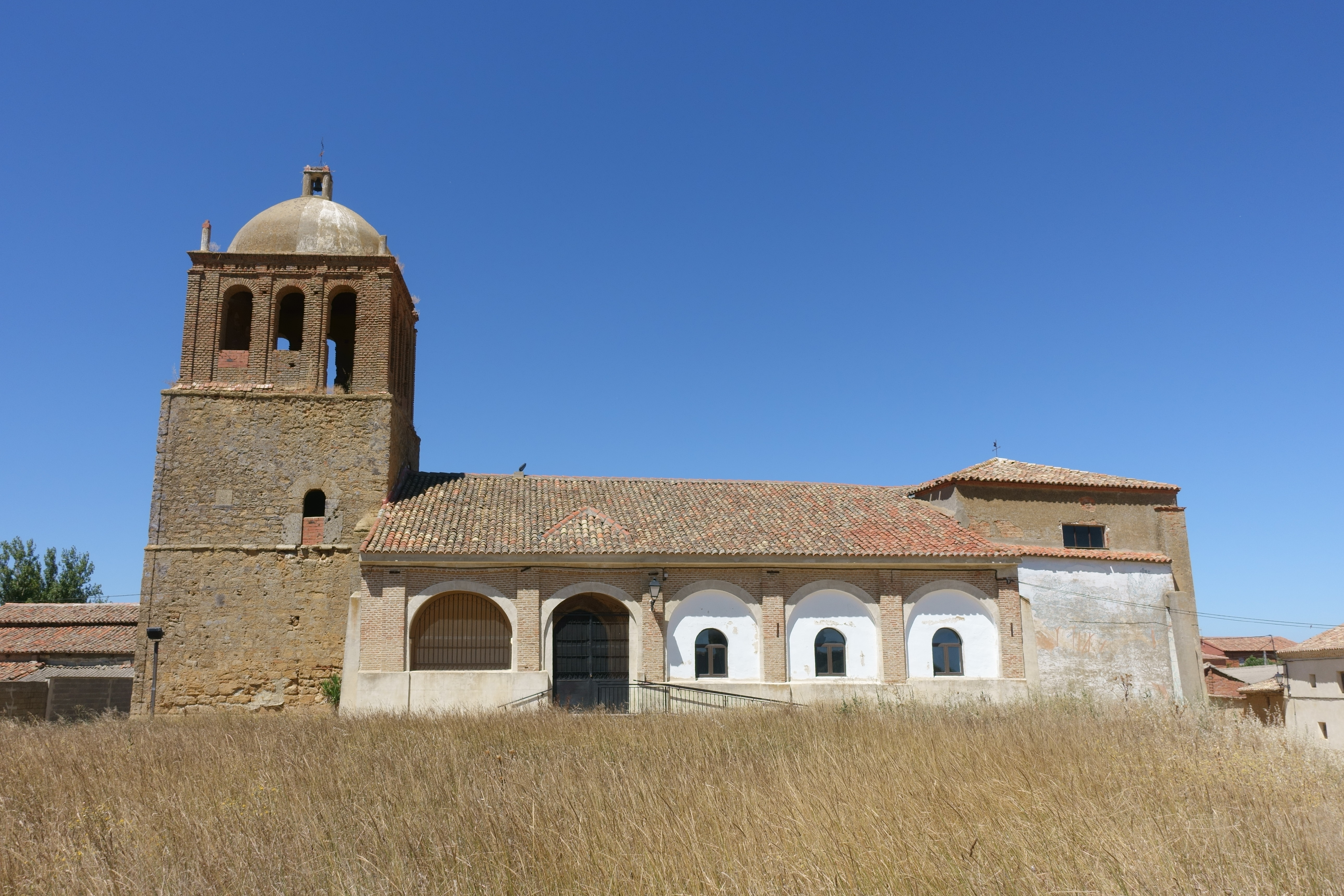
Nikolauskirche
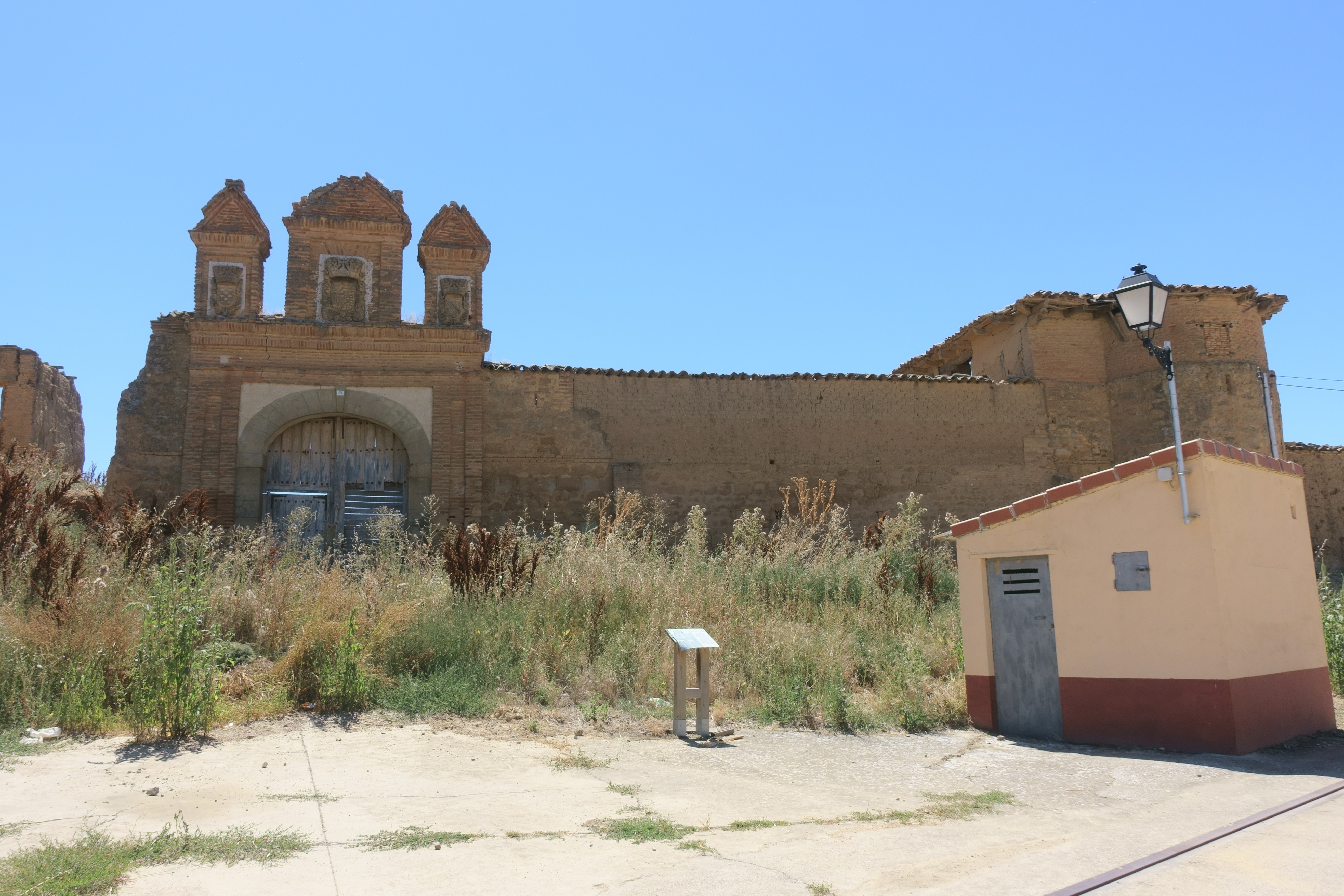
Herrenhaus
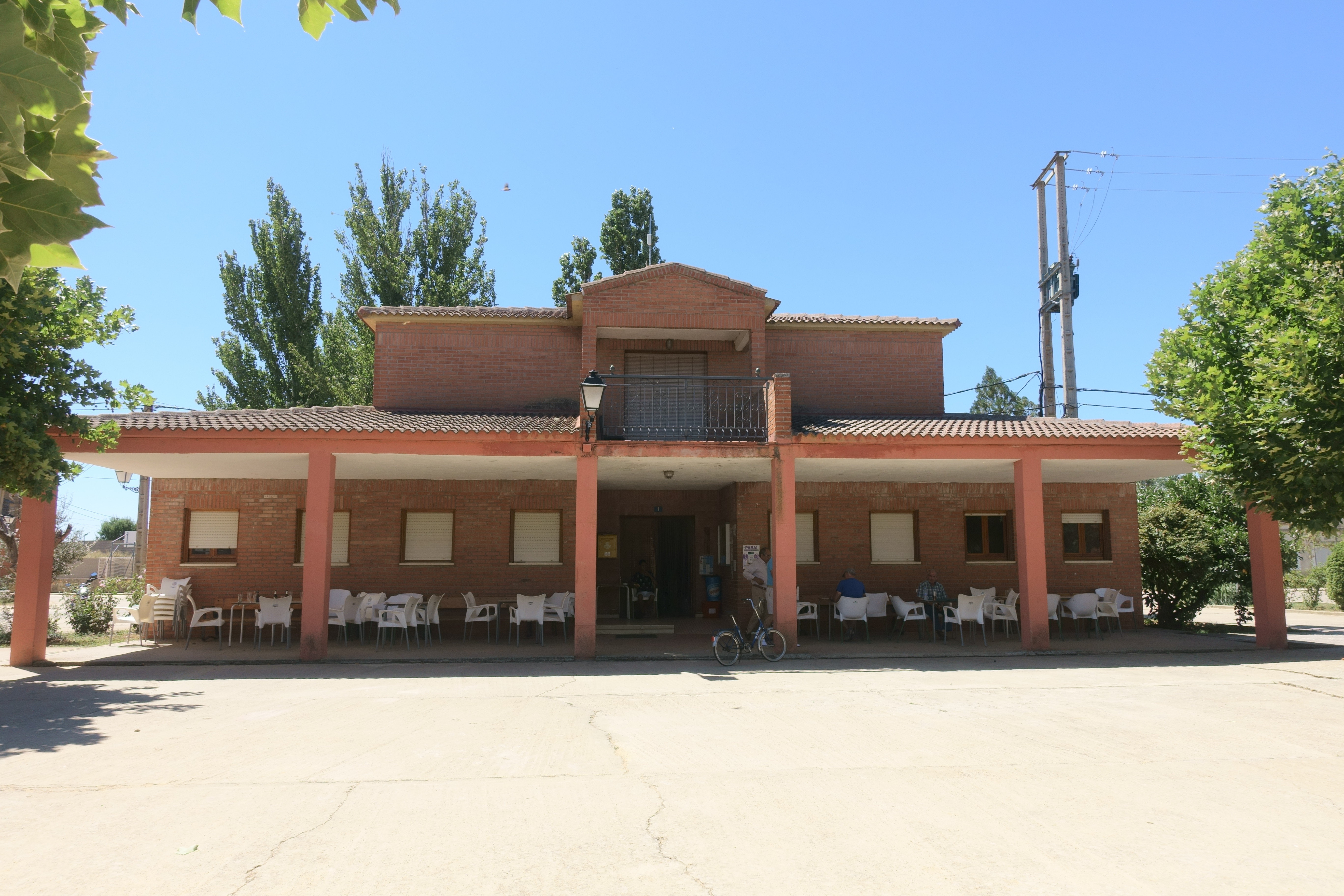
Rathaus